# Jos Vissers
Joseph (Jos) Vissers (Geel, 28 november 1928 - Turnhout, 18 april 2006) was een Belgisch bokser.

## Levensloop
In 1948 behaalde hij een zilveren medaille op de Olympische Spelen bij de lichtgewichten (-60kg), alwaar hij verloor van de Zuid-Afrikaan Gerald Dreyer. Ook won hij het Europees kampioenschap in 1947 te Dublin en bokste tot 1953. 
Hij was tot kort voor zijn dood nog trainer van de Geelse boksclub. Vissers woonde zijn hele leven in Turnhout.